# Ischgl
Ischgl è un comune austriaco di 1 580 abitanti nel distretto di Landeck, in Tirolo.
Situato nella Paznaunertal, è attrezzata con la stazione sciistica Silvretta Arena, collegata con la stazione sciistica svizzera di Samnaun; ha ospitato tra l'altro tappe della Coppa del Mondo di snowboard, della Coppa Europa di sci alpino e i Campionati austriaci di sci alpino 1997. È stato anche sede del torneo di tennis Ischgl Challenger.